# Oploty
Oploty (německy Oblat) jsou malá vesnice, část města Podbořany v okrese Louny. Nachází se asi 6,5 kilometru severně od Podbořan. Oploty leží v katastrálním území Kněžice u Podbořan o výměře 12,03 km². Vesnicí protéká Dolánecký potok.

## Název
Název vesnice je odvozen ze staroslověnského slova pro plot či ohradu. V historických pramenech se jméno objevuje ve tvarech: de Oplot (1287, 1390), in Woplotech (1393), de Oploth (1393), na Oploty (1428), et Oplotech (1475), na Voplotech (1615), Woblathy (1626) a Oblat nebo Oploty (1787 a 1846). Existuje také lidový tvar Oblot.

## Historie

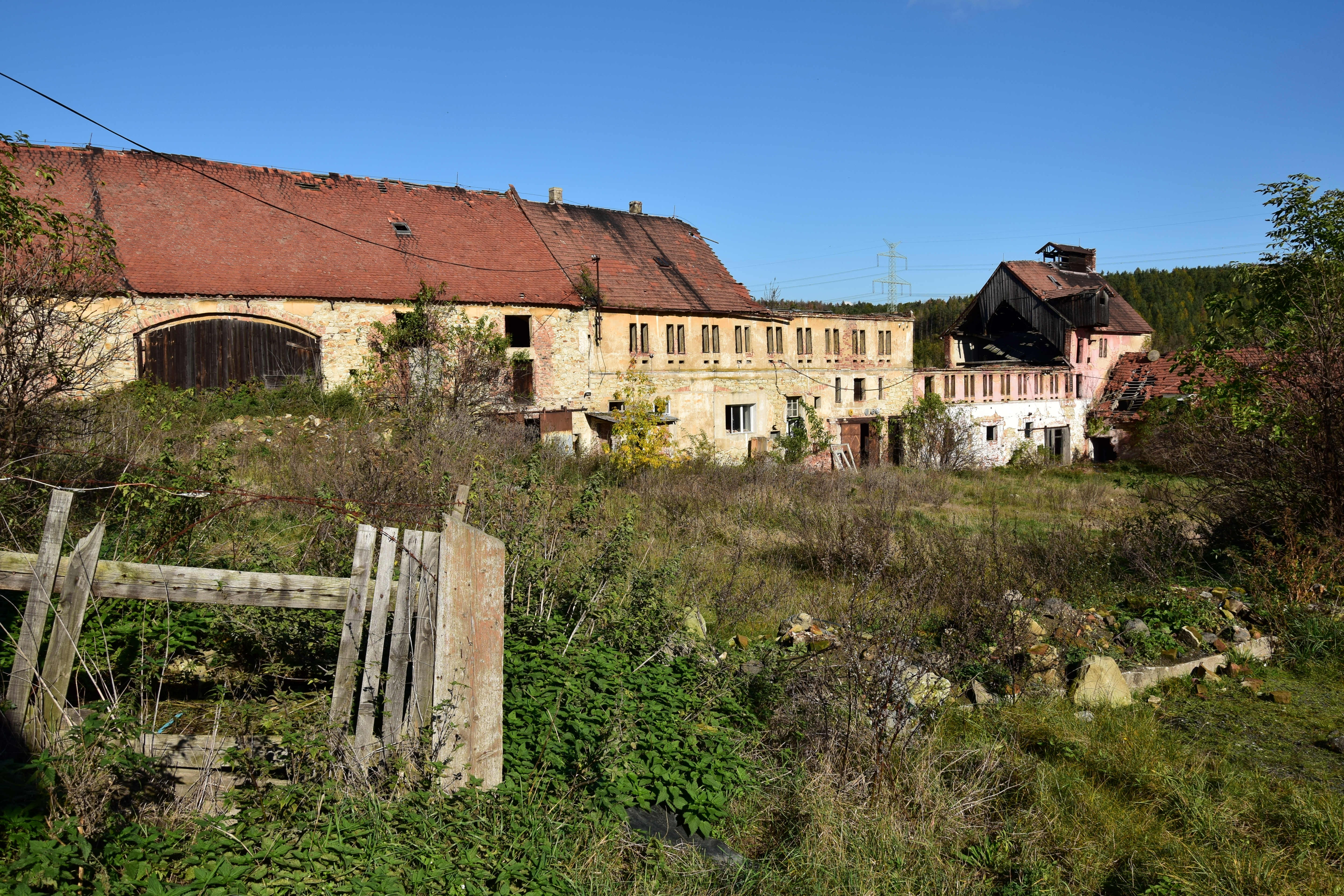
Hospodářský dvůr

První písemná zmínka o vesnici pochází z roku 1287 a nachází se v přídomku Vlka z Oplot. Roku 1392 (podle Rudolfa Anděla roku 1292) patřila část vesnice Matěji z Kněžic, který zemřel okolo roku 1396. Dalším majitelem byl Hrzek z Kněžic, po jehož smrti v roce 1437 připadl jeho majetek jako odúmrť královské komoře. Tuto část později koupil Brikcí ze Štampachu, který roku 1535 získal větší část vsi od Doroty Bohuchvalové ze Skuhrova a roku 1550 také dvůr od Mandalény z Fictumu. Brikcí zemřel v roce 1564 a Oploty po něm zdědil nejstarší syn Adam, který si ve vsi nechal postavit tvrz, na níž sídlil ještě okolo roku 1603. Když zemřel, připadly Oploty jeho bratrovi Brikcímu, který sídlil v Kněžicích.

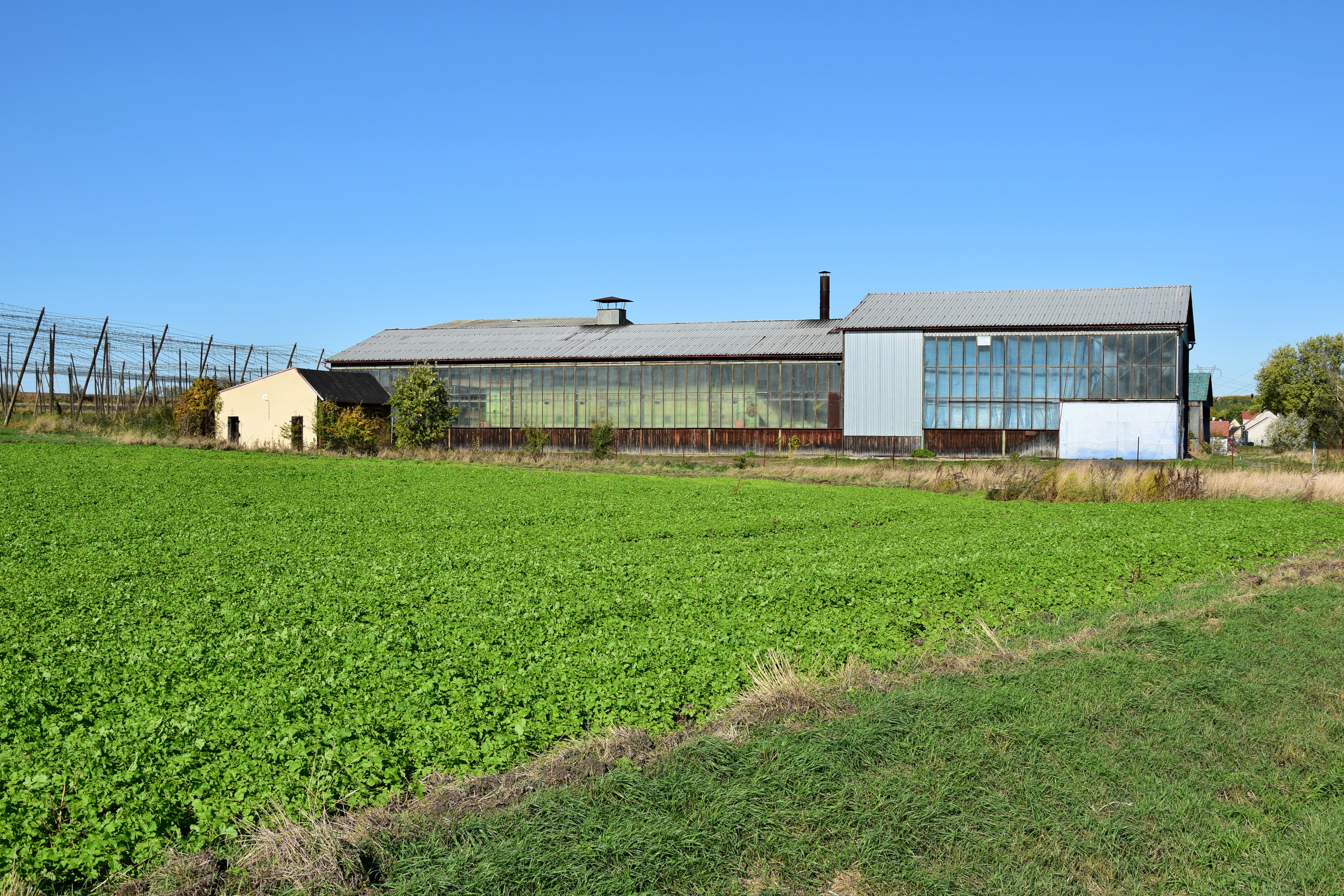
Zemědělský areál

Brykcího syn Adam Gothart ze Štampachu se zúčastnil stavovského povstání, za což mu byl roku 1623 zabaven majetek. Oplotská tvrz při tom byla označena jako pustá. O rok později Oploty od královské komory koupil Augustin Schmiedt ze Schmiedtbachu. Během třicetileté války došlo roku 1631 k vojenskému vpádu Sasů do Čech. S nimi se do Oplot na krátký čas vrátil Adam Gothart ze Štampachu, ale po saském ústupu opustil zemi definitivně. Poté už nebyla tvrz nikdy obnovena a zcela zanikla.

## Obyvatelstvo
Při sčítání lidu v roce 1921 zde žilo 219 obyvatel (z toho 102 mužů), z nichž bylo 67 Čechoslováků, 143 Němců, dva Židé a sedm cizinců. Kromě jednoho evangelíka a devíti židů se hlásili k římskokatolické církvi. Podle sčítání lidu z roku 1930 měla vesnice 193 obyvatel: 49 Čechoslováků a 144 Němců. Většina zůstávala u římskokatolické církve, ale žil zde také jeden člen církve československé, pět židů a tři lidé bez vyznání.
|                                                                               | 1869 | 1880 | 1890 | 1900 | 1910 | 1921 | 1930 | 1950 | 1961 | 1970 | 1980 | 1991 | 2001 | 2011 |
| ----------------------------------------------------------------------------- | ---- | ---- | ---- | ---- | ---- | ---- | ---- | ---- | ---- | ---- | ---- | ---- | ---- | ---- |
| Obyvatelé                                                                     | 208  | 258  | 242  | 212  | 257  | 219  | 193  | 104  | 100  | 86   | 26   | 32   | 35   | 19   |
| Domy                                                                          | 31   | 33   | 34   | 36   | 35   | 36   | 40   | 21   | .    | 14   | 8    | 9    | 10   | 14   |
| Počet domů z roku 1961 je zahrnut v celkovém počtu domů místní části Kněžice. |      |      |      |      |      |      |      |      |      |      |      |      |      |      |

## Pamětihodnosti

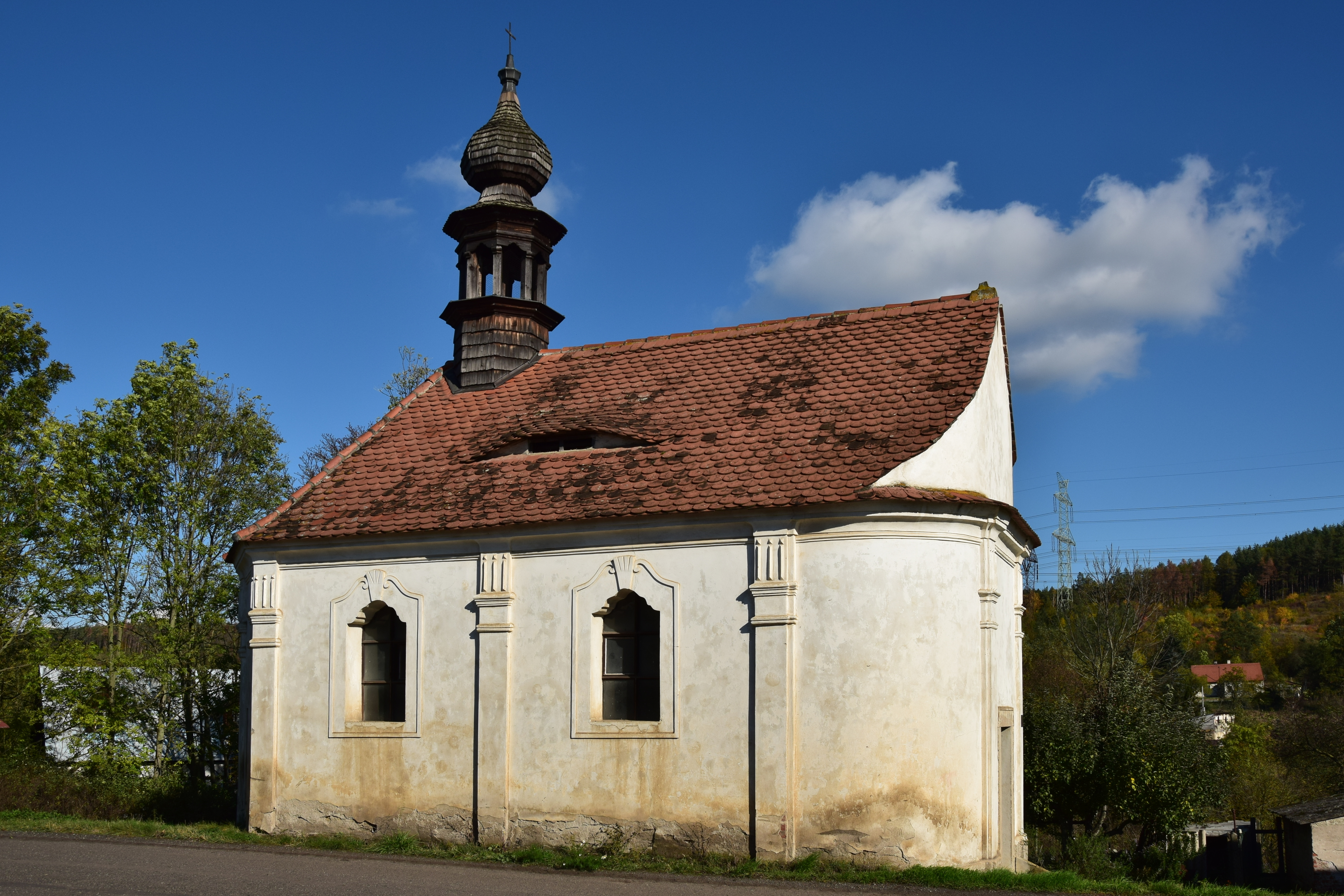
Kaple svatého Jana a Pavla

Uprostřed vesnice stojí barokní kaple svatého Jana a Pavla z první poloviny osmnáctého století. Naproti ní je u silnice socha svatého Jana Nepomuckého z roku 1722 na podstavci s reliéfy svatých. Kaple i socha jsou chráněny jako kulturní památky.